# Cosmoe
Cosmoe (acrónimo para Compatible Open-Source Multi Operating-system Environment) es un sistema de escritorio que intentó ser compatible con las aplicaciones de BeOS, con un desarrollo de API similar pero sobre un kernel Linux. Así mismo, también estaba en los planes la implementación de API de AtheOS y Mac OS Carbon, para ser un Sistema Operativo que combine todo en un mismo sistema.
Este sistema está basado en AppServer de Atheos (gestor de ventanas) y en una versión modificada de las LibAtheOS.
La última versión es la 0.7.2 de diciembre de 2004.